# Nueva Bolivia
Nueva Bolivia es la capital del municipio Tulio Febres Cordero del Estado Mérida, es la quinta ciudad más poblada del mencionado estado, detrás de la capital Mérida y de las ciudades de El Vigía, Tovar y Ejido, forma junto a Caja Seca la 4ª aglomeración urbana de la entidad andina, así como la 3ª conurbación de la Zona Sur del lago de Maracaibo, por ser Caja Seca una ciudad perteneciente a la jurisdicción Zuliana, es el principal centro de bienes y servicios más próximo a los pueblos del norte del estado de Mérida, con cercanías a poblados como las Virtudes, Santa Apolonia, Torondoy, Arapuey y Piñango, entre otros. Presenta un clima cálido con temperaturas que oscilan entre los 27 °C y los 32 °C debido a su altitud y a su cercanía con las aguas del Lago de Maracaibo por los puertos y balnearios de Palmarito en Mérida y Gibraltar y Bobures en Zulia.

## Historia
Nueva Bolivia fue un "caserío", registrado como tal en 1928. Un conjunto de casas ordenadas a lo largo de la vía que atravesaba la zona sur del lago, a través de la cual transitaba mercancía.
Durante la construcción de la Carretera Panamericana, los trabajadores del proyecto comenzaron a asentarse en el lugar, el pueblo comenzó a poblarse paulatinamente, como consecuencia del desarrollo vertiginoso que experimentó la zona Sur del Lago con la construcción de esta vía. Este rápido desarrollo logró dar paso a que Nueva Bolivia se convirtiera en un pueblo, que luego sería declarado capital de municipio en 1988.
Debido a la ubicación del aserradero fomentaron la legalización del lugar por estar cerca de línea limítrofe del Zulia y Mérida; solicitando una convocatoria a Torondoy al presidente de la Junta Ramón Fernández, al presidente Héctor Espinosa, secretario general de la gobernación del estado Mérida, Doctor  Salas; exigiendo quitarle el nombre de aserradero y elevarlo a aldea, la reunión se llevó a cabo el 15  de julio de 1946 en la casa de Esther Pérez, asistiendo a la reunión treinta personas aproximadamente donde se escribieron varios nombres pero el Doctor Salas propuso y dijo Simón Bolívar fundó a Bolivia y en honor a esa nación le daremos el nombre de Nueva Bolivia, los presentes estuvieron de acuerdo y aplaudieron la propuesta, así nació el nombre de Nueva Bolivia.
Es hoy en día la Capital del municipio Tulio Febres Cordero ya que fue elevada con más habitantes y desarrollo del municipio Tulio Febres Cordero

## Conurbación
La ciudad de Nueva Bolivia comprende la totalidad de la parroquia homónima del Municipio Tulio Febres Cordero con una población residencial superior a los 25 000 habitantes, pero debido a su extrema cercanía con la Ciudad de Caja Seca del municipio Sucre del estado Zulia, forma una conurbación separada por menos de 100 metros, ancho que tiene el canal del Río Torondoy, el cual divide a estas 2 ciudades, por lo cual Nueva Bolivia mantiene una población transitoria superior a las 100 000 personas, esto derivado a 3 razones importantes: la proximidad con la ciudad de Caja Seca, la dependencia comercial, laboral y estudiantil que genera para otras localidades cercanas, así como por encontrarse atravesada por la Carretera local 01 del estado Mérida conocida como "La Panamericana " que comunica a los estados Trujillo, Zulia, Mérida y Táchira.
Su área metropolitana está conformada por las localidades de Las Virtudes, Santa Apolonia y Palmarito del estado Mérida, así como por la ciudad de Caja Seca y localidades como Bobures, Gibraltar, El Batey y Santa María de Heras del estado Zulia, así como en menor medida con los poblados de Torondoy, San Cristóbal de Torondoy, Arapuey, Tucaní, Capazón, Tucanizón, Palmira y Piñango.

## Economía
Antiguamente la economía era predominantemente agrícola, sin embargo durante los últimos años, el rápido desarrollo de la región ha permitido que el sector de servicios sea predominante, al igual que en las demás capitales municipales de la zona sur del Lago. El asfaltado y la urbanización han permitido que comience a surgir como una ciudad desarrollada. Además de ser una de las que abarca más superficie en la subregión, luego de El Vigía y Tovar.

## Clima
El municipio presenta un clima cálido, característico de la subregión zuliana-lacustre, con una temperatura promedio anual de 33 °C, que en los días más calurosos puede alcanzar hasta los 43 °C. Las temperaturas mínimas se registran durante la noche, descendiendo a valores cercanos a los 22 °C, lo que genera un amplio rango térmico diario.
Las precipitaciones son regulares durante todo el año, aunque los períodos de mayor pluviosidad se concentran en los meses de diciembre, febrero, marzo y mayo, lo que incide en los ciclos agrícolas y en la disponibilidad de agua para actividades productivas.

## Festividades
- San Isidro[3]
- San Benito de Palermo.